# مقاطعة بي (تكساس)
مقاطعة بي (بالإنجليزية: Bee  County)‏ هي إحدى المقاطعات في ولاية تكساس، الولايات المتحدة الأمريكية، يبلغ عدد سكانها 31,861 نسمة طبقا لإحصاء عام 2010 .

موقع المقاطعة في ولاية تكساس

## أعلام
- ليتل جو